# Aki Yerushalayim
Aki Yerushalayim fue una revista en lengua ladina editada entre 1979 y 2016. Estaba dedicada a difundir la cultura sefardí y el idioma ladino o judeo-español (lengua de los judíos que fueron expulsados de España en 1492, con una fuerte base de castellano antiguo) disputándose el puesto de la publicación más importante en esta lengua junto con el periódico turco Şalom.
La publicación contaba con la colaboración de la asociación Sefarad y la Autoridad Nacional del Ladino. Estaba dirigida por Moshe Shaul. Luego de una pausa de dos años, la revista continuó en formato digital.